# Elko New Market, Minnesota
Elko New Market là một thành phố thuộc quận Scott, tiểu bang Minnesota, Hoa Kỳ. Năm 2010, dân số của thành phố này là 4110 người.

## Dân số
- Dân số năm 2000: (X) người.
- Dân số năm 2010: 4110 người.